# We Were Here
We Were Here — кооперативная компьютерная игра в жанре головоломки, разработанная и изданная нидерландской инди-студией Total Mayhem Games. Релиз состоялся 3 февраля 2017 года на Windows, 16 сентября 2019 года на Xbox One и 9 февраля 2021 года на PlayStation 4.
В 2019 году вышло продолжение We Were Here Too.

## Игровой процесс
We Were Here — кооперативная компьютерная игра в жанре приключения от первого лица с элементами головоломки. Два игрока берут на себя роль исследователей Антарктики, которые оказались в старинном замке под названием Касл-Рок. Перед началом один из игроков создаёт лобби, а его товарищ присоединяется, после подключения идёт распределение ролей. Персонажи находятся в разных комнатах и не видят друг друга, поэтому для связи у каждого из них имеется рация.

## Разработка
We Were Here была разработана нидерландской студией Total Mayhem Games в рамках студенческого проекта во время учебы в Роттердамском университете прикладных наук. Она получила награду за лучшую инди-игру на выставке Indigo 2017 года, её также представляли на фестивале независимых игр 2018 года.

## Отзывы критиков
| Сводный рейтинг      | Сводный рейтинг |
| Агрегатор            | Оценка          |
| -------------------- | --------------- |
| Metacritic           | (PS4) 63/100    |
| OpenCritic           | 70/100          |
| Иноязычные издания   |                 |
| Издание              | Оценка          |
| PlayStation Universe | 7,5/10          |

We Were Here получила смешанные отзывы, согласно агрегатору рецензий Metacritic. Джо Эпси из PlayStation Universe отметил что у игры «уникальный» геймплей, а также что она предлагает «ни похожий ни на что другое на рынке» опыт.

### Продажи
Летом 2018 года, благодаря уязвимости в защите Steam Web API, стало известно, что точное количество пользователей сервиса Steam, которые играли в игру хотя бы один раз, составляет 810 432 человека.